# Universität La Sagesse
Die Universität La Sagesse (französisch Université La Sagesse, arabisch جامعة الحكمة, Abk.: ULS) ist eine konfessionelle, nichtstaatliche Universität in Beirut.
Die Hochschule wurde 1875 gegründet und 1961 staatlich anerkannt. Die ULS hat eine rechtswissenschaftliche, vor allem kirchenrechtliche, Ausrichtung und gehört zum Verbund der Päpstlichen Lateranuniversität. Sie bietet Zertifikats-, Bachelor-, Master- (DESS und DEA) sowie Promotionsstudien an. Unterrichtssprachen sind Französisch und Englisch. 2002 wurde ein neuer Campus eingeweiht.
Kanzler der Universität ist Paul Youssef Matar, Erzbischof der Erzeparchie Beirut.

## Fakultäten
- Rechtswissenschaften
- Kanonisches Recht
- Religionswissenschaften
- Verwaltungs- und Finanzwissenschaften
- Politikwissenschaften und Internationale Beziehungen
- Hospitality Management
- Gesundheitswissenschaften (Public Health)